# Amos Poe
Amos Poe (Tel Aviv, 29 settembre 1950) è un regista, sceneggiatore e produttore cinematografico statunitense, esponente del cinema no wave, evoluzione punk del New American Cinema.

## Filmografia parziale

### Regista
- Night Lunch (1975)
- Unmade Beds (1976)
- The Blank Generation (1976)
- The Foreigner (1978)
- Subway Riders (1981)
- Alphabet City (1984)
- Triple Bogey on a Par Five Hole (1991)
- Dead Weekend (1995) (TV)
- Frogs for Snakes (1998)
- Just an American Boy (2003), documentario sul cantautore Steve Earle

### Attore
- The Foreigner (1978)
- Mudd Club New York Beat Movie (1981)
- Subway Riders (1981)
- Smithereens (1982)